# Son Yak-seon
Son Yak-seon (nome original em coreano:  손 약선; nascida em 10 de maio de 1966) é uma ex-ciclista olímpica sul-coreana. Yak-seon representou a sua nação durante os Jogos Olímpicos de Verão de 1984 e nos Jogos Asiáticos de 1986.